# Blechblasinstrument

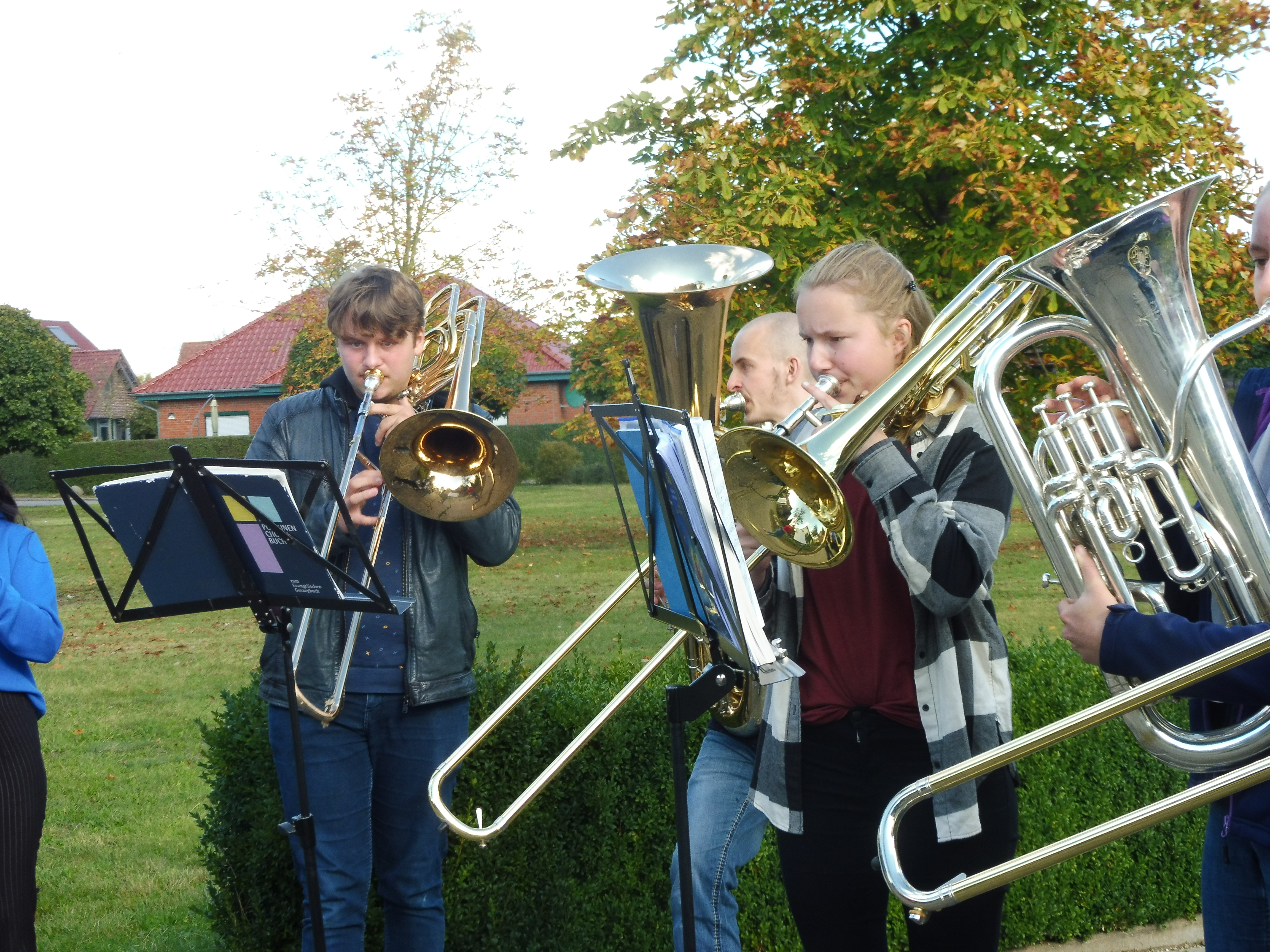
Blechbläser in Plau am See

Ein Blechblasinstrument ist ein Blasinstrument, bei dem die Töne durch Anblasen mit einem Kessel- oder Trichtermundstück nach dem Prinzip der Polsterpfeife erzeugt werden. Die schwingenden Lippen des Musikers erzeugen den Ton durch Ankopplung an eine konisch-zylindrische Röhre, deren Luftsäule als Resonator dient. Terminologisch korrekter ist der Begriff „Lippentoninstrument“, welches entsprechend der Hornbostel-Sachs-Systematik zur Klasse der eigentlichen Blasinstrumente in der Gruppe der Aerophone zählt. Bekannte Blechblasinstrumente im europäischen Kulturkreis sind unter anderem Horn (Waldhorn), Jagdhorn, Trompete, Posaune, Kornett, Flügelhorn, Althorn, Tenorhorn, Baritonhorn und Tuba.

## Material
Das Material eines Blasinstruments hat nichts mit der Einteilung in die Gruppe der Blechblasinstrumente oder Holzblasinstrumente zu tun. Die Einteilung richtet sich allein nach dem Prinzip der Tonerzeugung. Die Mehrheit der Blechblasinstrumente wird aus Blech von Metalllegierungen wie Messing oder Neusilber hergestellt. Bei großen Instrumenten wie dem Sousaphon kommen moderne Faserverbundwerkstoffe zur Gewichtsersparnis zum Einsatz. Die neuzeitliche Vuvuzela wird aus Kunststoff gefertigt. Hölzerne grifflochlose Instrumente wie das Alphorn und mit Tonlöchern ausgestattete wie Serpent und Zink gehören ebenfalls zu den Blechblasinstrumenten.
Das Saxophon und die Querflöte hingegen gehören aufgrund ihrer Tonerzeugung zu den Holzblasinstrumenten, obwohl ihr Korpus meist aus Metall hergestellt wird.

## Physik der Tonerzeugung

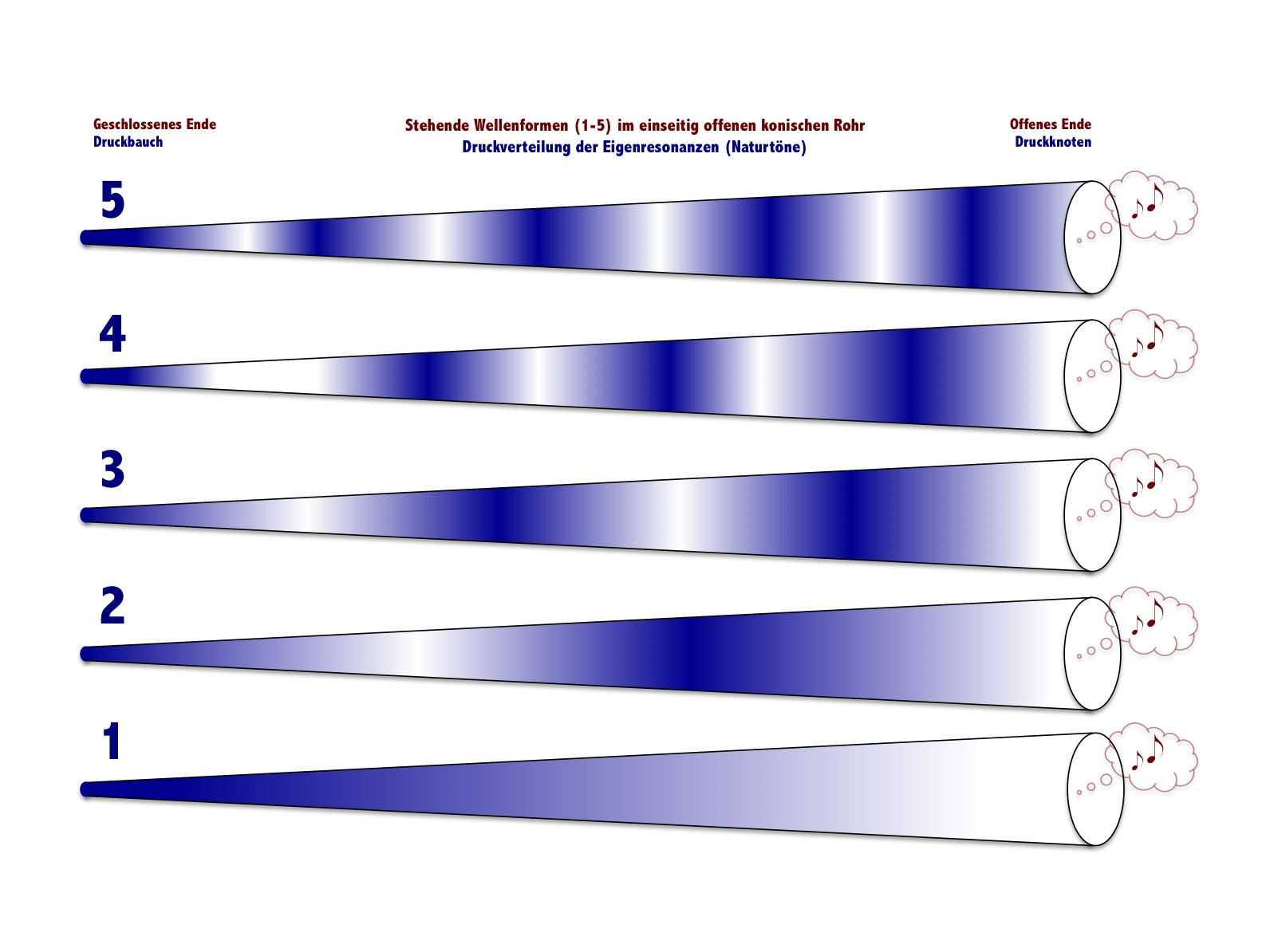
Stehende Wellen (von unten nach oben erster bis fünfter Naturton) im einseitig offenen konischen Rohr; dunkel = Maximum, hell = Minimum der Druckamplitude. Wegen der konischen Form sind die Abstände von einem zum nächsten Maximum nicht untereinander gleich und sind auch kein Maß für die Wellenlänge des abgestrahlten Tons.

Die meisten Musikinstrumente bestehen aus einem Schwingungserzeuger (Generator) und einem Schwingungsverstärker (Resonator). Die Besonderheit der Blechblasinstrumente liegt darin, dass die Schwingungserzeugung durch die Lippen des Bläsers erfolgt und somit ein menschliches Organ Teil des Instruments wird. Die Luft wird dazu gleichmäßig durch die gegen die Strömung leicht vorgespannten Lippen geblasen. Bei ausreichender Strömungsgeschwindigkeit gerät das Lippengewebe durch den Widerstand der Muskulatur in Schwingung. Der Übergang der Schwingung der Lippen zur Tonsäule geschieht durch das Mundstück.
Ein Blechblasinstrument funktioniert als Polsterpfeife. Der Ton entsteht, indem die Schwingung der Lippen des Bläsers sich auf eine der durch die Rohrlänge bestimmten Eigenfrequenzen der Luftsäule im Instrument einstellt. Durch Resonanz mit der Luftsäule im Rohr gerät diese in Schwingung und es entsteht eine stehende Welle. Deren Schwingung wird am offenen Rohrende über den Schallbecher an die Umgebungsluft übertragen. Um das bestmögliche Klangergebnis (möglichst viele Teiltöne/Obertöne) zu erzielen, muss die Lippenfrequenz deckungsgleich mit der Frequenz des jeweiligen Naturtones sein. Ist, ohne den Naturton zu verlassen, die initialisierende Frequenz der Lippen zu hoch oder zu tief, wird die stehende Welle verkürzt oder verlängert, wodurch die Frequenz des Tones höher oder tiefer „verfälscht“ wird.
Das Instrument ist zwar meist aus verschiedenen konischen und zylindrischen Stücken zusammengesetzt, wirkt aber physikalisch im Wesentlichen wie ein konisches, am engen Ende durch den Mund des Spielers verschlossenes Rohr.  Der tiefste erzeugbare Ton hat daher eine Wellenlänge, die etwa das Doppelte der Instrumentlänge beträgt. Bei der nächsthöheren Eigenfrequenz, also dem zweiten Naturton, ist die Wellenlänge gleich der Instrumentlänge, der Ton liegt also eine Oktave höher.
Insgesamt ergeben die Eigenfrequenzen die bekannte Naturtonreihe. Sie ist identisch mit der Teiltonreihe des Grundtones. Durch Anpassung der Schwingungsfrequenz mittels Beschleunigung der Strömungsgeschwindigkeit der Luft durch den Lippenspalt überblasen Blechblasinstrumente jeweils zu dem Ton, dessen Frequenz das nächste ganzzahlige Vielfache der Frequenz des Grundtons bildet. Zwei, drei, vier oder mehr Halbwellen entstehen im Rohr. Ob der Grundton praktisch brauchbar ist, hängt unter anderem von der Bauart und Mensur (s. unten) des Instruments ab (siehe unten, Halbinstrument/Ganzinstrument).
Der höchste spielbare Ton ist vom Können des Bläsers abhängig; das Mundstück hat allerdings einen starken Einfluss darauf. Kleinere Mundstücke mit engerer Bohrung begünstigen die Ansprache höherer Töne, führen aber zu einem schärferen Klang vor allem in den tieferen Lagen.

## Blastechnik der Tonerzeugung
Die Klangqualität hängt von vielen Faktoren ab. Neben der Bauart und Materialbeschaffenheit des Instrumentes sind die Geschicklichkeit und physische Konstitution des Bläsers wesentliche Faktoren. Um die oben unter Physik der Tonerzeugung beschriebene Kongruenz der initialisierenden Schwingung der Lippen mit der von der Rohrlänge bestimmten Frequenz des Naturtones herzustellen, bedarf es einer optimalen Balance zwischen
- der Strömungsgeschwindigkeit der Luft durch den Lippenspalt,
- der Spaltgröße zwischen den Lippen und dem
- Gewebewiderstand (Muskelspannung) der Lippen.

Je unbelasteter durch innere Muskelspannung sowie Mundstückdruck die Lippen entsprechend der erforderlichen Tonhöhe schwingen, desto sauberer und klarer klingt der Ton. Der durch die Atemstütze, von Zwerchfell, Bauchmuskulatur (Beckenbodenmuskulatur, Bauchdecke) sowie der Rückenmuskulatur (Flanken) aufgebaute und gesteuerte Luftstrom als Energieträger kommt hierbei die größte Bedeutung zu, denn die Schwingung wird durch die Energie der den Lippenspalt durchströmenden Luft initialisiert und getragen. Um eine Oktave zu überblasen, muss die Luftgeschwindigkeit etwa verdoppelt werden. Ebenso wichtig, aber in seiner Spannung und der Gewichtung zur Bedeutung der Geschwindigkeit der Luft oft überschätzt, ist der Ansatz. Als Ansatz bezeichnet der Bläser die Stellung der Lippen gegen die Luft und die Balance zwischen Lippenspaltgröße und Muskelspannung. Der Lippenspalt ist gegen den Luftstrom stets offen zu halten. Damit die Lippen frei schwingen können, darf der Lippenspalt nicht zugepresst und das Mundstück nicht angepresst werden (druckloses bzw. druckschwaches Blasen). Im Gegenzug muss die Lippenspannung gerade so groß sein, um ohne zusätzlichen Mundstückdruck der Energie des Luftstromes zu widerstehen. So können die Lippen frei schwingen, ohne sich durch Presskraft des Mundstückes oder Kontakt gegenseitig zu behindern (Nebengeräusche, unnötig hoher Widerstand).
Ebenso ist die Dauer eines auszuhaltenden Tones abhängig einerseits vom Lungenvolumen des Bläsers, andererseits vom Wirkungsgrad seiner Blastechnik. Das Optimum ist erreicht, wenn die durch den Luftstrom transportierte Energie die Lippen mit so wenig wie möglich, aber zum Erreichen der Tonhöhe und Dynamik so viel wie nötig gespannter Lippenmuskulatur zum Schwingen bringt. Erreicht der Bläser das Optimum, benötigt er zur Erregung der Schwingung weniger Luft und kann den Ton in Abhängigkeit von der Lautstärke Dynamik (Musik) länger halten: Töne bis ca. 60 Sekunden sind bei geringer Lautstärke möglich (mit Zirkularatmung beliebig länger).
Je entspannter die Lippenmuskulatur im unteren und mittleren Bereich arbeitet, desto mehr Spielraum hat der Bläser nach oben. Gelingt es, die Lippen durch mehr Entspannung mit wenig Energie zum Schwingen zu bringen, kann der Bläser unter ausreichender Beschleunigung der Luft höhere Töne erreichen (Wirkungsgrad). Ist die Lippenspannung zu hoch und die Öffnung zu klein, erhöht sich der Widerstand am Lippenspalt entsprechend. Dadurch wird für die Tonerzeugung mehr Luft (Energie) benötigt und die Töne sprechen schwerer oder gar nicht an.
Um den Ton klangschön anzublasen, sollte er immer von der Luft initialisiert beginnen, nicht etwa durch einen Fremdimpuls, z. B. den Zungenstoß. Der zeitlich koordinierte Stoß präzisiert nur den Beginn der Lippenschwingung. Er stellt kein Ventil im Sinne von Verschluss dar.

### Einfluss des Schalltrichters
Eine wichtige Abweichung vom einfachen konischen Rohr ist durch den  Schalltrichter oder Schallbecher gegeben. Dieser instrumententypische Exponentialtrichter transformiert die Wellenimpedanz vom sehr hohen Wert des Rohres zur wesentlich geringeren Schallkennimpedanz der Luft und bewirkt dadurch eine wirksamere Abstrahlung der Schall-Energie in die Umgebung. Nur der Rest der Energie wird zur Erzeugung der stehenden Welle wieder ins Rohr reflektiert. Der Trichter wirkt sich auf die Klangfarbe aus, aber auch auf  den Intervallabstand der Naturtöne, denn durch die allmähliche Querschnittsänderung entsteht der Effekt der variablen akustischen Rohrlänge: Der Reflexionspunkt außerhalb des Trichters kann mit Hilfe der Strömungsgeschwindigkeit der Luft und des Ansatzes etwas verschoben werden. Dieses Phänomen ist derzeit noch nicht ausreichend erforscht; einen Einfluss haben z. B. auch die Form des Mundinnenraumes des Bläsers und die Stellung der Zunge.
Instrumente mit nur leicht geöffnetem, flachem Trichter sind die Bügelhörner. Sie sprechen sehr leicht an, klingen aber relativ leise und weich, da ihr Obertonanteil gering ist. Die Tonhöhe kann vom Bläser mit dem Ansatz gut variiert werden (+10/−50 Cent), weil der flache Trichter eine ungenaue Abrisskante für die Reflexion darstellt. Der Trichter gibt relativ wenig Schallenergie an die Umgebungsluft ab; dadurch wird mehr Energie ins Instrument reflektiert, so dass die stehende Welle sich leicht bildet.
Steilere Trichter haben Trompete oder Posaune, die relativ schwer ansprechen, aber einen obertonreichen, hellen bis scharfen Ton haben, der schwieriger intonierbar ist. Die Tonhöhe lässt sich durch die Blastechnik nur geringfügig verschieben, Intonationskorrekturen sind also nur in eng begrenztem Umfang möglich. Steile Trichter geben mehr Schallenergie ab, die Instrumente klingen also relativ lauter. Dies verringert aber gleichzeitig die reflektierte Energie zur Bildung der stehenden Welle.

### Einfluss der Mensur
Das Kessel- oder Trichtermundstück steckt in einem meist konischen Mundrohr. Die nachfolgenden zylindrischen Rohre, wo sich auch die Ventilbögen befinden, definieren die „Bohrung“. Mitunter folgt darauf noch ein konischer „Anstoß“, bevor das Instrument im Schallstück mit dem Schalltrichter mündet. Die Längen und Durchmesser dieser einzelnen Segmente bestimmen insgesamt die Mensur des jeweiligen Blechblasinstruments. Dieser Begriff bezeichnet also die Steigung des Rohrdurchmessers zur jeweiligen Position in der Grundrohrlänge. Ein exaktes metrisches Maß kann daher nicht definiert werden, sondern man vergleicht meistens gleich lange Instrumente miteinander.
Die Mensur bestimmt einerseits die Klangfarbe des Instruments: Eine Posaune klingt heller als ein Baritonhorn, eine Trompete heller als ein Flügelhorn. Bei der Trompete sind bis zu 40 Teil-Obertöne nachweis- und mit dem Oszillograph darstellbar. Ihr Anteil sowie ihre Stärke in diesem Spektrum bestimmen die Klangfarbe des Instrumentes und deren Abweichungen bei gleicher Bauart. Andererseits beeinflusst die Mensur, wie gut der 1. Naturton (der „Grundton“) anspricht. Bei Waldhörnern ist der tiefste „zuverlässig“ spielbare Ton der Naturtonreihe erst der zweite Naturton, eine Oktave über dem eigentlichen Grundton. Bedingt durch die vergleichsweise sehr engen Mensur des Waldhornes, sowie die kleine Mensur und Bohrung des trichterförmigen Hornmundstückes (es ist in seinem Randdurchmesser dem tulpenförmigen Kessel des Trompetenmundstückes vergleichbar) ist der Grundton (F1 = 46 Hz) nur mit außerordentlicher Lockerheit möglich zu blasen, während derselbe Ton mit der gleichen Rohrlänge auf der F-Tuba den Normalfall bildet. Abgesehen von dieser Problematik können geübte Bläser auf allen Blechblasinstrumenten die Grundtöne intonationsrein blasen.
Weiterhin hat die Mensur Einfluss auf den exakten Intervallabstand der Naturtonreihe. Durch gezielte punktuelle Durchmesserveränderungen können bestimmte Naturtöne in ihrer Intonation verändert werden. Die saubere Intonation der Naturtonreihe ist ein wesentliches Qualitätsmerkmal.
Die Mensur hat keinen Einfluss auf die Höhe des Grundtones. Diese wird ausschließlich durch die Länge der Luftsäule bestimmt.

## Mensurtypen

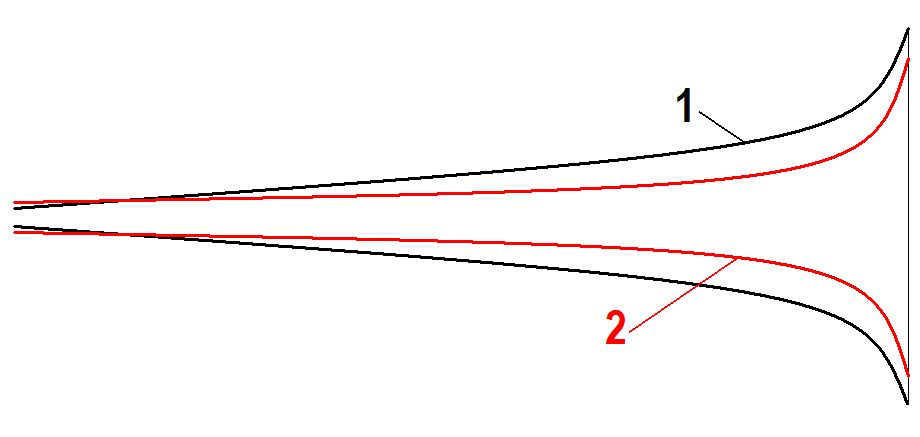
Verschiedene Mensurtypen: 1 weitmensuriert, 2 engmensuriert

- Engmensuriert – Das Mundrohr ist leicht konisch (Naturtrompete) oder zylindrisch (manche Posaunen), ca. 60 % der Gesamtlänge sind zylindrisch, der Schalltrichter weit geöffnet.
- Mittelmensuriert – Das Mundrohr und das Schallstück sind lang und stark konisch, zylindrische Anteile relativ kurz z. B. wie bei dem Flügelhorn oder Waldhorn ca. 30 % der Gesamtlänge, der Schalltrichter ist weit ausladend.
- Weitmensuriert – Die Mensur ist bis auf wenige Anteile durchgehend stark konisch, der Schalltrichter wenig ausladend. z. B.: Tenorhorn, Bariton, Tuba

## Tonhöhensteuerung
Veränderung der Resonanzrohrlänge:
Um eine chromatische Spielweise zu ermöglichen, stattete man Blechblasinstrumente bereits im 14. Jahrhundert mit der Möglichkeit aus, die Rohrlänge durch einen Zug (Teleskop-Rohr) zu verlängern (Zugtrompete, Posaune). Dadurch erschlossen sich weitere proportional verschobene Naturtonreihen. Das Gegenteil dazu bilden die danach entstanden Instrumente mit Tonlöchern oder Klappen (Klappenhorn, Ophikleide), bei denen die Luftsäule entsprechend verkürzt wird.
Die bedeutendste Innovation bildet jedoch die Erfindung der Ventilinstrumente um 1813 durch Friedrich Blühmel und Heinrich Stölzel, die seither die überwiegende Mehrzahl aller gängigen Blechblasinstrumente bilden.
Bald darauf setzte sich die klassische Konfiguration mit drei Ventilen durch, die den Grundton um jeweils zwei, einen und drei Halbtöne erniedrigen. Mit einem solchen dreiventiligen Instrument ist es möglich, ab einer Quinte über dem Grundton eine durchgehende chromatische Tonleiter zu spielen.
Ist noch ein weiteres Ventil vorhanden, so handelt es sich in der Regel um ein Quartventil (fünf Halbtöne). Historisch wurden manche Instrumente aus Gründen der Intonation auch mit fünf, sechs oder mehr Ventilen gebaut, eine Praxis, die sich bis heute bei der Tuba erhalten hat. (Weitere Informationen dazu finden sich unter Ventil (Blasinstrument) sowie den Artikeln zum jeweiligen Instrument selbst.)
Heutzutage werden vorwiegend Posaunen mit einem Zug (teilweise ergänzt durch ein oder zwei Ventile) gespielt. Klappeninstrumente werden überwiegend nur noch im Sinne der historischen Aufführungspraxis verwendet.
Zur Hilfe beim Intonieren schlecht stimmender Töne vor allem bei der Kombination mehrerer Ventile, wird bei diesen der Ventilverlängerungszug (mitunter auch der Hauptstimmzug) während des Blasens mit Hilfe einer Vorrichtung oder in Form eines sogenannten Trigger ausziehbar und somit veränderlich gestaltet.

## Geschichte

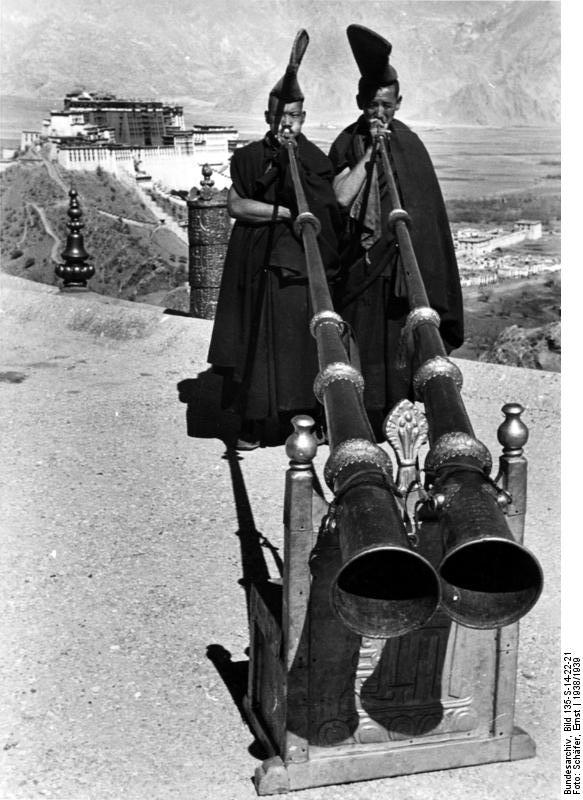
Dungchen, eine Naturtrompete tibetischer Mönche, 1938

### Antike
Als das Grab des Pharao Tutanchamun aus dem Jahre 1323 v. Chr. entdeckt wurde, fand man auch zwei Exemplare des ältesten heute noch erhaltenen Blechblasinstrumentes, des Scheneb. Diese trompetenartigen Instrumente sind ca. 58 cm lang, haben einen Durchmesser von 17 mm (Anblasseite) bis 26 mm und einen anschließenden Schalltrichter mit bis 88 mm. Gefertigt sind beide Instrumente aus getriebenem und verlötetem Blech: das eine aus teilweise vergoldetem Silber, das andere aus einer Kupferlegierung. Über Blastechniken und eine konkrete Verwendung ist nichts schriftlich überliefert, bildliche Darstellungen (vermutlich bereits ab ca. 2300 v. Chr.) stellen sie in einen militärischen oder repräsentativen Zusammenhang.
Ein weiteres Instrument aus diesem Kulturkreis ist die jüdische Chazozra. Im Kontext des Alten Testaments (Tanach) wird Mose von Gott nach dem Auszug aus Ägypten aufgefordert (4 Mos 10,2 ), zwei Trompeten aus getriebenem Silber zu fertigen. Verbunden damit ist an gleicher Stelle eine relativ ausführliche Vorschrift zur Anwendung. Der religiöse Gebrauch oblag den Leviten im Jerusalemer Tempel. Allerdings sind auch diese Trompeten reine Signalinstrumente und weder zum eigentlichen Musizieren gefertigt, noch dazu geeignet. Originale Instrumente sind wahrscheinlich nicht erhalten, die letzten dürften gemäß der Abbildung im Titusbogen der Plünderung des Tempels zum Opfer gefallen sein.
Scheneb und die Chazozra bestanden aus geschmiedeten und verlöteten Blechen. Gleichzeitig war auch die Kunst des Wachsausschmelzverfahrens bereits ab dem 4. vorchristlichen Jahrtausend bekannt. Mehrere Instrumente entstanden so:
- Teile der griechische Salpinx waren so gefertigt: eine langgestreckte Trompete mit aus Bronze gegossenem Mund- und Schallstück und 13 Zwischenstücken aus Elfenbein. Ein erhaltenes Instrument (157 cm lang) von ca. 450 v. Chr. befindet sich im Museum of Fine Arts, Boston.

Die Römer übernahmen ab ca. 300 v. Chr. aus der Kultur der Etrusker auch verschiedene Blechblasinstrumente aus gegossener Bronze mit abnehmbaren Mundstücken.
- Die Tuba ist ein langgestrecktes, durchgehend konisches Instrument, ein erhaltenes Exemplar im Museo Nazionale Etrusco di Villa Giulia in Rom ist 117 cm lang und hatte ein schwach ausladendes Schallstück.
- Das G-förmig gebogene Cornu war ein langes, um den Körper des Bläsers gebogenes Instrument. Ähnlich geformt war die Bucina.
- Die Hakenform des römischen Lituus und des keltischen Karnyx entstand vermutlich durch die Verbindung eines geraden Rohrs mit einem krummen Tierhorn als Schallbecher.
- Die paarweise verwendeten Luren der Germanen, die aus mehreren, gebogenen Teilen zusammengesetzt wurden, erforderten ein Höchstmaß an handwerklichem Geschick im Bronzeguss und Bronzeschmieden. Die Form der Luren orientierte sich wohl an ihrer Handhabung.

### Mittelalter und Neuzeit

#### Trompeten und Posaunen
Ob die Kunst des Biegens dünnwandiger Rohre von der Antike durch das Mittelalter überliefert wurde oder im Abendland neu entdeckt werden musste, ist nicht mit Sicherheit geklärt. Frühmittelalterliche Instrumente waren gestreckt, die früheste Abbildung einer S-förmig gewundene Form ist auf einer Miniatur von 1377 (Cronicles of France) in der British Library zu sehen.
Als Standardform bildete sich ab ca. 1500 die einmal gewundene Langtrompete heraus, die als Barocktrompete bis zum Ende des 18. Jahrhunderts praktisch unverändert blieb. Da auf festen Röhren nur Naturtonreihen möglich sind und das Clarino-Spiel in der hohen Lage unüblich wurde, kam der Wunsch nach spielbaren Tönen zwischen den (tieferen) Naturtönen auf. Das Stopfen war für Trompeten nur beschränkt praktikabel. Auch der ständige Wechsel zwischen Instrumenten unterschiedlicher Stimmung war keine Verbesserung. Ein erster Schritt war die Veränderung der Rohrlänge durch aufgesteckte Rohrstücke (Setzstücke). Zur Erzeugung schnell aufeinander folgender Halbtonschritte wurde an den Instrumenten (Tromba da tirarsi) wahrscheinlich ein teleskopartig ausziehbares Mundrohr verwendet (Gemälde von Hans Memling, ca. 1480).
Die Entwicklung des ausziehbaren Doppelzuges und somit der eigentlichen Posaune fand wahrscheinlich Mitte des 15. Jahrhunderts in Burgund (Südfrankreich) statt. Zeitgleich entstanden dünnwandige Instrumente mit dem wesentlichen Merkmal des heutigen Waldhorns, der kreisrund gebogenen Röhre. Es finden sich Abbildungen solcher „Hörner“ auf Darstellungen in Worcester oder in Terlan im Tirol.
In heutigen Sinfonieorchestern sind die Blechblasinstrumente meistens in der Mitte hinten angeordnet.

#### Grifflöcher und Ventile
Aus der Familie der Zinken, die in der Renaissance verbreitet war und nach heutiger Terminologie zu den Blechblasinstrumenten gehört, entwickelten sich weitere Formen von Grifflochhörnern. Die Tonhöhenveränderung des Grifflochhorns erfolgt analog einem Holzblasinstrument: Über Grifflöcher oder Klappen erreicht der Bläser eine Verkürzung der schwingenden Luftsäule. Der Klangcharakter der erzeugten Töne war nach den Maßstäben des 19. Jahrhunderts jedoch nicht so befriedigend wie der eines natürlichen Tons. Trotzdem hielten sich Serpent, Basshorn und die modernere Ophikleide bis weit ins 19. Jahrhundert. Mit der Ophikleide und der Tuba wurden Instrumente entwickelt, die auch im Bassbereich chromatisch spielbar waren. Aus dem italienischen Raum kamen Klappenhorn und Klappentrompete, die sich als volkstümliche Instrumente lange Zeit hielten.
Die Erfindung der Ventile seit den 1810er-Jahren veränderte die Bedeutung der Blechblasinstrumente und deren Stellenwert in der Musik. Die Oper Rienzi von Richard Wagner (UA 1842 in Dresden) verwendete bereits Ventiltrompeten, nach dem Vorbild der Cornets à pistons in der französischen Oper. Das chromatisch spielbare Kornett, in deutschen Sprachgebiet oft „Posthorn“ genannt, wurde zum beliebten Soloinstrument.

### Halbinstrument/Ganzinstrument
Über Halbinstrumente berichtete Karl Emil von Schafhäutl 1854 in einem Bericht von einer Industrieausstellung in München:
„Enge Mensuren begünstigen die hohen [Töne], weite die tiefen. So spricht z. B. der Grundton [Pedalton bzw. erste Naturton] auf Trompeten und Kornett nicht an, wohl aber auf Tuben. […] Im übrigen entscheiden über die Grenzen nach oben und unten die Fähigkeit des Bläsers und die Form des Mundstücks.“
Als Halbinstrument bezeichnete er somit 20 Jahre nach Erfindung der Ventile ein engmensuriertes Blechblasinstrument, bei welchem der Pedalton (bzw. erste Naturton) schlecht anspricht, nicht spielbar und somit normal nicht verwendbar ist. Im Gegensatz dazu gibt es Ganzinstrumente, bei denen der Pedalton gut verwendbar ist. Die Begriffe Halbinstrument/Ganzinstrument haben instrumentenbaupraktisch seit etwa 1900 keine Relevanz mehr, wahrscheinlich waren sie in den Anfangsjahren der Blechblasinstrumentenentwicklung nur entsprechend zitierte Werbeattribute.
Das Phänomen des extrem schlecht stimmenden (also „fehlenden“) Grundtons begründet sich aus den physischen Eigenschaften der Instrumentenform. Ein stark konischer Verlauf des Hauptrohrs, also eine weite Mensur unterstützt das gewünschte Frequenzverhältnis von 1:2 (Oktave) der ersten zwei Naturtöne, während eine weitgehend zylindrische Mensur (gleichbleibendes Rohr ohne Schallstück) dieses Verhältnis zu etwa 1:2,5 verschiebt. Der gewünschte Ton ist fünf Halbtöne zu tief, aber trotzdem (wenn auch schwierig) erzeugbar.

## Grundstimmung
Dieser Begriff bezeichnet in der Praxis bei Blechblasinstrumenten den Notennamen des (1.,) 2., 4., 8. usw. Naturtones, unabhängig von dessen absoluter Oktavlage. Bläst beispielsweise eine B-Trompete und ein B-Tenorhorn den 3. Naturton, klingen beide Instrumente im Oktavabstand. Der Gesamtklang wird allgemein als angenehm empfunden. Bläst eine B-Trompete und eine C-Trompete beispielsweise den 2. Naturton, klingen beide Instrumente im Sekundabstand. Der Gesamtklang wird gemeinhin als unangenehm empfunden.
Die Grundstimmung wird festgelegt durch die Grundrohrlänge
- bei Posaunen: Der Zug ist ganz eingeschoben.
- bei Ventilinstrumenten: Kein Ventil ist betätigt.

Die Grundtonhöhe f in Hertz ist physikalisch abhängig von der Instrumentenrohrlänge l in Metern und der Schallgeschwindigkeit c der Luft.
Mit der Formel: {\displaystyle \mathrm {l} ={\tfrac {c}{2f}}} kann näherungsweise die Länge oder in der Umkehrung auch die Frequenz berechnet werden.
Alle Instrumente mit dem gleichen Grundton haben deshalb auch etwa die gleiche Rohrlänge. Beispielsweise sind die Rohrlängen des Waldhorns in B (274 cm), der Posaune (270 cm), des Tenorhorns (266 cm) und des Baritonhorns beziehungsweise Euphoniums in B (262 cm) fast gleich. Das Waldhorn in F ist mit 370 cm etwas länger als die Tuba in F (354 cm). Diese Längendifferenzen innerhalb der gleichen Grundstimmung hängen von der Bauweise des Instrumentes ab, insbesondere von der Mensur und dem Öffnungswinkel und Durchmesser des Schallstückes.
Das kürzeste gebräuchliche Blechblasinstrument ist die B-Piccolotrompete mit einer Grundrohrlänge von 65 cm. Die B-Tuba mit vier Ventilen ist das üblicherweise tiefste Instrument mit einer Grundrohrlänge von 541 cm, werden noch die Verlängerungen von normalerweise vier Ventilen hinzugerechnet, ergibt sich dabei eine Rohrlänge von 930 cm.
In einem normalen separaten F/B-Doppelhorn sind 704 cm Rohr verbaut, dabei werden dem B-Horn beim Umschalten in die F-Stimmung zusätzlich 96 cm hinzugefügt. Um Intonationskorrekturen vornehmen zu können, werden die F-Ventilzüge (Gesamtlänge 102 cm) unabhängig von den B-Ventilzügen verwendet.
Siehe auch: Grundstimmung (Blasinstrument).

## Einzelteile und Baugruppen
Umgangssprachlich haben moderne Blechblasinstrumente unabhängig von ihrer Größe überwiegend die gleichen Baugruppen:

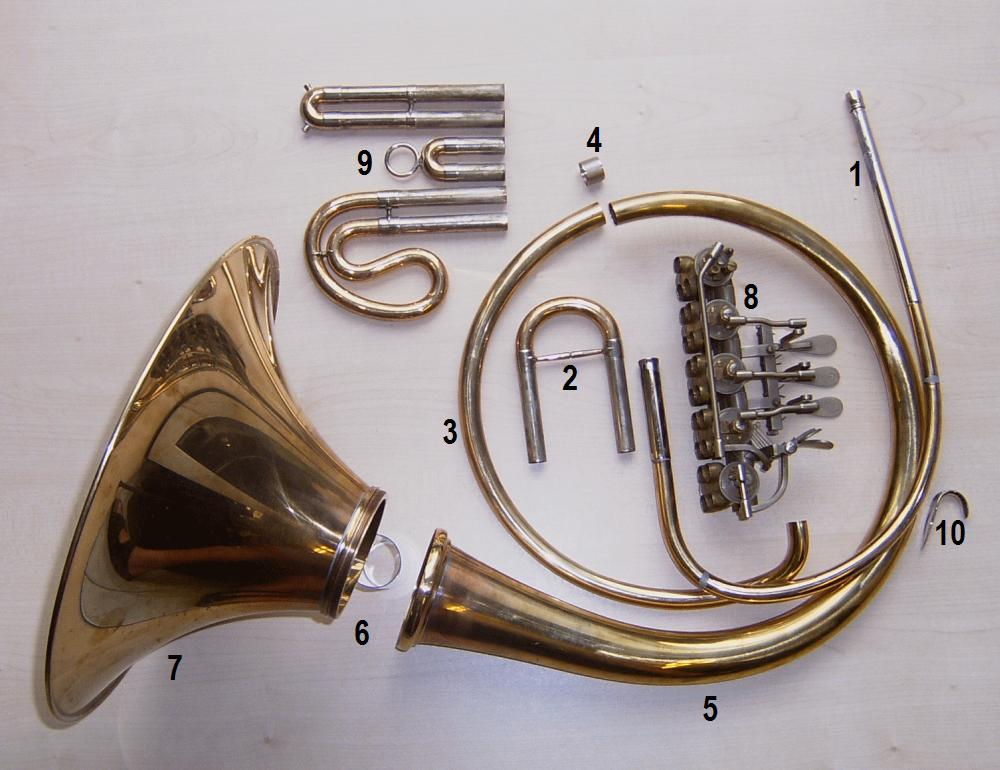
Einzelteile eines Waldhorns: 1 Mundrohr; 2 Stimmbogen; 3 Anstoß; 4 Zwinge; 5 Stängel; 6 Verschraubung; 7 Schallbecher; 8 Maschine; 9 Ventilbögen; 10 Fingerhaken

### Stimmzug
Der Stimmzug beeinflusst die Gesamtlänge des Instrumentes und besteht aus zwei parallel verlaufenden Teleskoprohren, verbunden durch einen Bogen. Deshalb ist auch die Bezeichnung Stimmbogen gebräuchlich. Zieht man den Stimmbogen weiter heraus, also verlängert man die Gesamtlänge des Instruments, dann werden die Töne tiefer. Schiebt man den Stimmbogen dementsprechend weiter hinein, werden die Töne höher.

### Wasserklappe
Durch eine oder mehrere Wasserklappen (wenn vorhanden) kann in Pausen während des Musizierens das Kondenswasser aus dem Instrument  schnell entfernt werden. Die Position der Wasserklappe(n) ist so gewählt, dass sie sich in Blashaltung am tiefsten Punkt eines Rohres befinden.

## Fertigung
Blechblasinstrumente werden gewöhnlich aus Messingblech und -rohren mit einer Wandstärke von 0,4 bis 0,6 mm gefertigt. Schallstücke und große konische Rohre werden aus Blechen mit silberhaltigem Hartlot zusammengelötet und mit entsprechenden Werkzeugen in die gewünschte Form gedrückt. Zylindrische Rohre werden nahtlos industriell gefertigt. Die einzelnen eventuell gebogenen Rohrteile werden mit kurzen Rohrstücken („Zwingen“) überlappend mit Weichlot verlötet.
Traditionell werden von einem Metallblasinstrumentenmacher zu biegende Rohre mit flüssigem Blei gefüllt und nach Erkalten „per Hand“ gebogen. Mit speziellen Techniken wird die Oberfläche geglättet, dabei verdichtet und gehärtet. Anschließend wird das Blei verflüssigt und restlos entfernt. Dieser Biegevorgang kann auch mittels Metallen mit niedrigem Schmelzpunkt oder verflüssigbaren Kunstharzen erfolgen.
In der modernen industriellen Massenproduktion wird der Schallbecher aus einer Ronde tiefgezogen und bündig mit entsprechend konischem Stängel hartverlötet. Gebogen werden Rohre oft mit Wassereis-Füllung, geglättet werden diese danach hydraulisch in einer teilbaren Matrizenform. Das erfordert fertigungstechnisch größere Materialstärken (bis 1 mm), die Haltbarkeit fertiger Instrumente ist mitunter extrem gering: Durch extremes „Aufblasen“ zerreißen homogene Kristallstrukturen und bekommen Kapillarrisse, durch die bei einem fertigen Instrument unabdingbar Kondenswasser diffundiert. Lackierte Oberflächen verhindern das Verdunsten, es kommt zu irreversiblen Schäden am Instrument.
Fertiggestellte Einzelteile werden oftmals bereits vor dem Zusammenbau geschliffen und poliert. Das fertige Instrument kann abschließend lackiert oder galvanisch versilbert, vernickelt beziehungsweise vergoldet werden.

## Instrumente

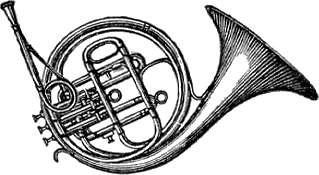
Ein Ventilhorn um 1900

- Naturhörner
- Klappenhörner
- Waldhörner und Wagnertuba
- Bügelhornfamilie
- Naturtrompeten
- Barocktrompete
- Ventiltrompeten
- Posaunen
- Trompete
- Tuba
- Baritonhorn

## Moderne Bauformen, geordnet in aufsteigender Tonhöhe
- Tuba
- Sousaphon
- Posaune
- Euphonium
- Baritonhorn
- Tenorhorn
- Waldhorn und Wagnertuba
- Mellophon
- Althorn
- Flügelhorn
- Kornett
- Trompete

## Hersteller und Marken
Wie die meisten Musikinstrumente werden Blechblasinstrumente nicht nur von großen Unternehmen hergestellt, sondern auch von kleinen, handwerklich hoch spezialisierten Fachbetrieben, die mitunter nur aus einem einzigen Metallblasinstrumentenmachermeister bestehen.